# Холостой стих
Холостой стих — стих без рифмы среди зарифмованных стихов.
В качестве сознательного литературного приёма (а не случайной оплошности, иногда встречающейся в пространных произведениях) получил широкое распространение у русских поэтов XIX века, особенно в форме четверостишия с рифмованными чётными стихами и холостыми нечётными — например, у Лермонтова:
Сидел рыбак весёлый
На берегу реки;
А перед ним по ветру
Качались тростники.
Сухой тростник он срезал
И скважину проткнул;
Один конец зажал он,
В другой конец подул.
Как считается, популярности такого построения способствовали русские переводы из Генриха Гейне, который широко пользовался этим приёмом. Позднее нерифмованные нечётные строки воспринимались уже как отсылка к традиции XIX века и к лирике Гейне в частности, однако получили распространение другие способы включения в стихотворение холостого стиха — например, неоднократно встречающийся у Марины Цветаевой укороченный нерифмованный стих в абсолютном конце рифмованного стихотворения:
Не возьмёшь моего румянца,
Сильного, как разливы рек.
Ты охотник — но я не дамся,
Ты погоня — но я есмь бег.
Не возьмёшь мою душу живу,
Так на полном скаку погонь
Пригибающийся, и жилу
Перекусывающий конь
Аравийский...
Характерному использованию холостого стиха в стихотворениях Корнея Чуковского посвятил статью «Корнеева строфа» Ян Сатуновский.
В восточных строфических формах (рубаи, газели и т. п.) наличие холостого стиха обязательно. Например рубаи Хайяма:
«Ад и рай — в небесах», — утверждают ханжи.
Я, в себя заглянув, убедился во лжи:
Ад и рай — не круги во дворе мирозданья,
Ад и рай — это две половины души.Перевод Николая Стрижкова